# Жеравино
Жеравино (болг. и серб. Жеравино) — село, разделённое между Болгарией и Сербией. Болгарская часть входит в общину Кюстендил Кюстендилской области, сербская — в общину Босилеград Пчиньского округа.

## Население

### Болгарская часть
Население болгарской части составляет 4 человека (2020).

### Сербская часть
Согласно переписи населения 2002 года, в сербской части села проживал 21 человек (6 болгар, 4 серба, 1 македонец и 10 лиц неизвестной национальности).
| Численность населения | Численность населения | Численность населения | Численность населения | Численность населения | Численность населения | Численность населения | Численность населения |
| 1948                  | 1953                  | 1961                  | 1971                  | 1981                  | 1991                  | 2002                  | 2011                  |
| --------------------- | --------------------- | --------------------- | --------------------- | --------------------- | --------------------- | --------------------- | --------------------- |
| 178                   | 176                   | 152                   | 152                   | 68                    | 34                    | 21                    | 16                    |